# اوتاکار هوژینک
اوتاکار هوژینک (چکی: Otakar Hořínek; ۱۲ مهٔ ۱۹۲۹ – ۸ ژوئن ۲۰۱۵) تیرانداز اهل چکسلواکی بود.
وی در مسابقات کشوری و بین‌المللی در مجموع برندهٔ ۱ مدال نقره شده‌است.